# Premi Goya 1994
La cerimonia di premiazione dell'8ª edizione dei Premi Goya si è svolta il 21 gennaio 1994 al Palacio de Congresos di Madrid.

## Vincitori e candidati
I vincitori sono indicati in grassetto, a seguire gli altri candidati.

### Miglior film
- Tutti in carcere (Todos a la cárcel), regia di Luis García Berlanga
- Intruso, regia di Vicente Aranda
- Sombras en una batalla, regia di Mario Camus

### Miglior regista
- Luis García Berlanga - Tutti in carcere (Todos a la cárcel)
- Vicente Aranda - Intruso
- Juanma Bajo Ulloa - La madre morta (La madre muerta)

### Miglior attore protagonista
- Juan Echanove - Madre Gilda (Madregilda)
- Imanol Arias - Intruso
- Javier Bardem - Uova d'oro (Huevos de oro)

### Migliore attrice protagonista
- Verónica Forqué - Kika - Un corpo in prestito (Kika)
- Carmen Maura - Sombras en una batalla
- Emma Suárez - La ardilla roja

### Miglior attore non protagonista
- Fernando Valverde - Sombras en una batalla
- Juan Echanove - Il suo fratello dell'animo (Mi hermano del alma)
- Javier Gurruchaga - Il tiranno Banderas (Tirano Banderas)

### Migliore attrice non protagonista
- Rosa Maria Sardà - Perché chiamarlo amore quando è solo sesso? (¿Por qué lo llaman amor cuando quieren decir sexo?)
- María Barranco - La ardilla roja
- Rossy de Palma - Kika - Un corpo in prestito (Kika)

### Miglior regista esordiente
- Mariano Barroso - Il suo fratello dell'animo (Mi hermano del alma)
- Arantxa Lazcano - Gli anni oscuri (Los años oscuros)
- José Ángel Bohollo - Ciénaga

### Miglior sceneggiatura originale
- Mario Camus - Sombras en una batalla
- Ángel Fernández Santos e Francisco Regueiro - Madre Gilda (Madregilda)
- Jorge García Berlanga e Luis García Berlanga - Tutti in carcere (Todos a la cárcel)

### Miglior sceneggiatura non originale
- José Luis García Sánchez e Rafael Azcona - Il tiranno Banderas (Tirano Banderas)
- Vicente Aranda - L'amante bilingue (El amante bilingüe)
- Guillem-Jordi Graells e Gonzalo Herralde - La fiebre del oro

### Miglior produzione
- José Luis García Arrojo - Il tiranno Banderas (Tirano Banderas)
- Esther García - Kika - Un corpo in prestito (Kika)
- Ricardo García Arrojo - Tutti in carcere (Todos a la cárcel)

### Miglior fotografia
- José Luis Alcaine - El pájaro de la felicidad
- José Luis López-Linares - Madre Gilda (Madregilda)
- Javier Aguirresarobe - La madre morta (La madre muerta)

### Miglior montaggio
- Pablo del Amo - Il tiranno Banderas (Tirano Banderas)
- Teresa Font - Intruso
- Pablo Blanco - La madre morta (La madre muerta)

### Miglior colonna sonora
- Alberto Iglesias - La ardilla roja
- José Nieto - Intruso
- Manolo Tena - Perché chiamarlo amore quando è solo sesso? (¿Por qué lo llaman amor cuando quieren decir sexo?)

### Miglior scenografia
- Félix Murcia - Il tiranno Banderas (Tirano Banderas)
- Alain Bainée e Javier Fernández - Kika - Un corpo in prestito (Kika)
- Luis Vallés - Madre Gilda (Madregilda)

### Migliori costumi
- Andrea Dodorico - Il tiranno Banderas (Tirano Banderas)
- José María Cossio - Kika - Un corpo in prestito (Kika)
- Gumersindo Andrés - Madre Gilda (Madregilda)

### Miglior trucco e acconciatura
- Solange Anmaitre e Magdalena Álvarez - Il tiranno Banderas (Tirano Banderas)
- Gregorio Ros e Jesús Moncusi - Kika - Un corpo in prestito (Kika)
- Odile Fourquín e María del Mar Paradela - Madre Gilda (Madregilda)

### Miglior sonoro
- Gilles Ortión, Daniel Goldstein, Manuel Cora, Alberto Herena e Enrique Quintana - Tutti in carcere (Todos a la cárcel)
- Jean Paul Mugel e Graham V. Harstovne - Kika - Un corpo in prestito (Kika)
- Carlos Faruolo - El pájaro de la felicidad

### Migliori effetti speciali
- Hipólito Cantero - La madre morta (La madre muerta)
- Olivier Gleyze, Yves Domenjoud e Jean-Baptiste Bonetto - Kika - Un corpo in prestito (Kika)
- Reyes Abades - Madre Gilda (Madregilda)

### Miglior film europeo
- Tre colori: Film Blu (Trois Couleurs: Bleu), regia di Krzysztof Kieślowski
- Gli amici di Peter (Peter's Friends), regia di Kenneth Branagh
- La moglie del soldato (The Crying Game), regia di Neil Jordan

### Miglior film straniero in lingua spagnola
- Gatica el mono, regia di Leonardo Favio
- Golpes a mi puerta, regia di Alejandro Saderman
- Johnny 100 Pesos, regia di Gustavo Graef Marino

### Miglior cortometraggio di finzione
- Perturbador, regia di Santiago Segura
- Cita con Alberto, regia di Josu Bilbao
- Ivorsi, regia di Josep M. Canyameras
- Maldita suerte, regia di José Maria Borrell
- Quien mal anda mal acaba, regia di Carles Sans

### Miglior cortometraggio documentario
- Verano en la universidad, regia di Nacho Faerna
- El largo viaje de Rústico, regia di Rolando Díaz
- Walter Peralta, regia di Jordi Mollà

### Premio Goya alla carriera
- Tony Leblanc